# 外湯

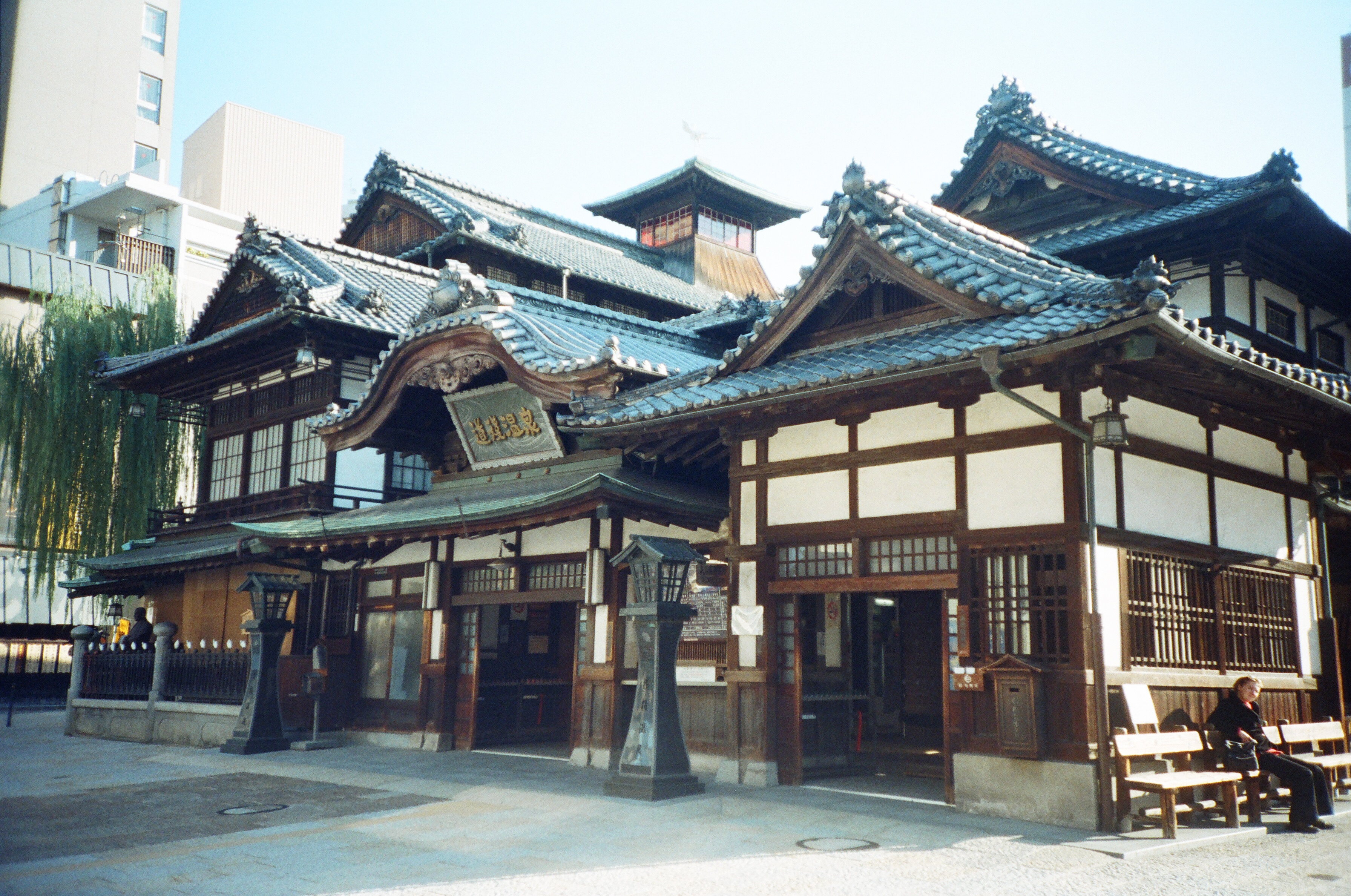
道後温泉本館（重要文化財）

外湯（そとゆ）とは、温泉資源利用の一形態。温泉地内（湯元）に共同で使用される浴場（共同湯）を設ける形態をいう。このような共同の浴場は歴史的には「外湯」のほか「元湯」や「総湯」とも称された。各宿泊施設内に設けられる内湯の対義語である。

## 概要
外湯と内湯の組み合わせは温泉地により異なり、温泉地の中心部に外湯を設ける例、温泉地の各所に湧出する泉源に外湯を設ける例、外湯と内湯が混在する例、内湯利用のみとする例の4つの型に分けられる。
機械による汲み上げが未だ無かった近世の温泉地では、湧出量が少なければ外湯として利用するほかなかった。近世半ば以降、社寺参詣や盛んになり諸街道が整備されたこともあって各地に湯治場が設置されたが、旅籠内に必ずしも温泉が設けられるとは限らなかった。
近世には温泉療養（湯治客）が温泉利用の中心で、外湯は浴客の社交場でもあり温泉地のシンボルでもあった。しかし、明治時代以降、観光行楽目的の利用客が増えたことで内湯が日本全国に普及した。
近代以降になると機械による汲み上げが行われるようになり、温泉資源利用に大きな変化を生じた。
浅間温泉の場合、江戸時代から内湯と外湯（共同湯）があったが、明治初期には内湯が増加するとともに外湯も多く設置されるようになった。そこで湯株制が形成され、湯株仲間のみが利用できる外湯、入湯料を支払うことによって一般の利用者も利用できる外湯、地区住民の共有財産の外湯の3つのタイプが生じた。
温泉地によっては休息施設を併設した日帰り入浴施設も存在する。

## 外湯巡り
以下の温泉地は、外湯巡りを温泉街の名物としている。
- 上山温泉
- 飯坂温泉
- 湯田中温泉
- 渋温泉
- 野沢温泉
- 越後湯沢温泉
- 伊東温泉
- 城崎温泉
- 南紀白浜温泉
- 別府温泉：竹瓦温泉、鉄輪むし湯などの市営温泉の他、別府市内には地元の人が管理する共同温泉が数百か所ある。
  - 別府八湯温泉道：これらの共同温泉や旅館の立ち寄り湯など88の湯を巡り、温泉道名人の認定を目指すもの。

## ギャラリー

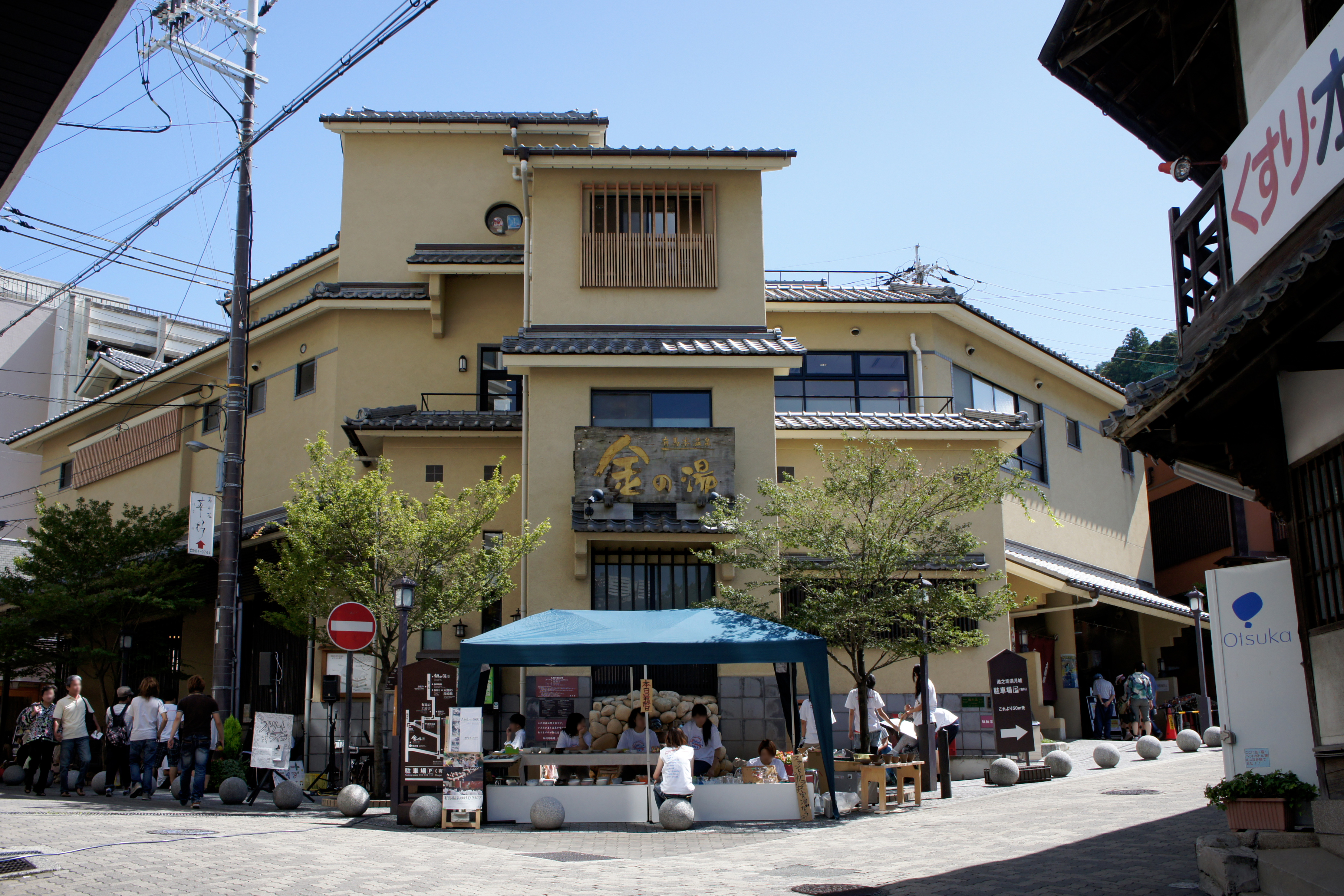
有馬温泉 金の湯
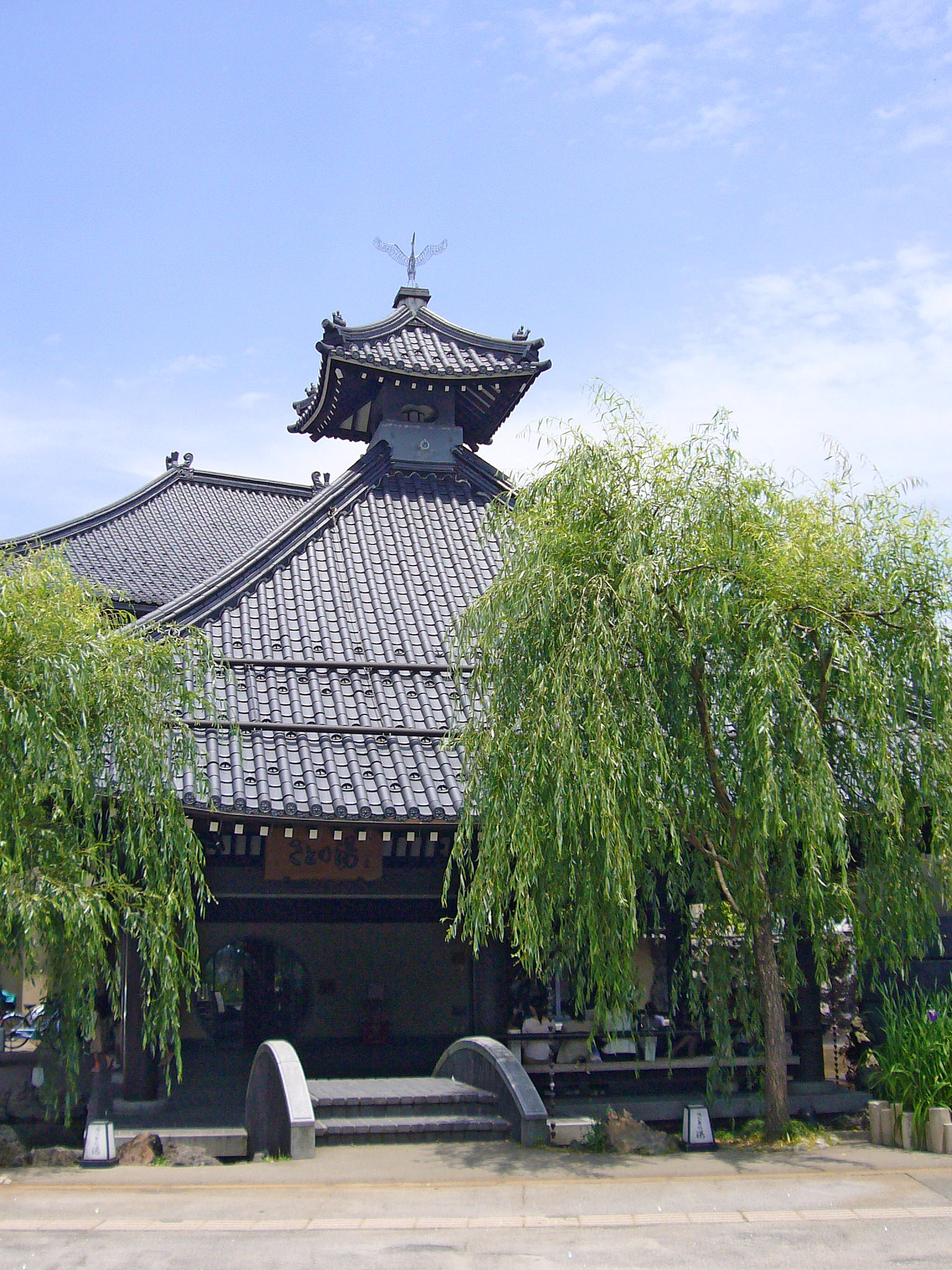
城崎温泉「さとの湯」
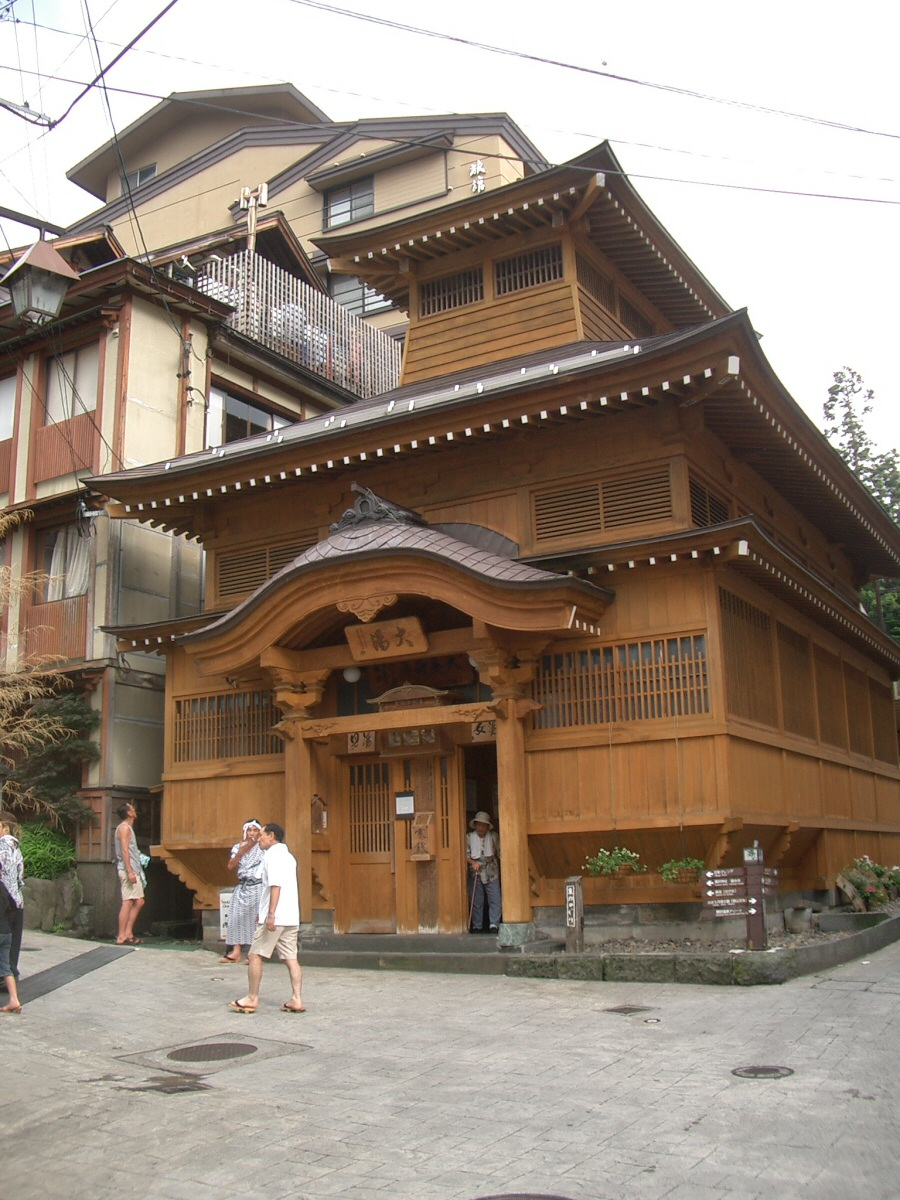
野沢温泉 大湯
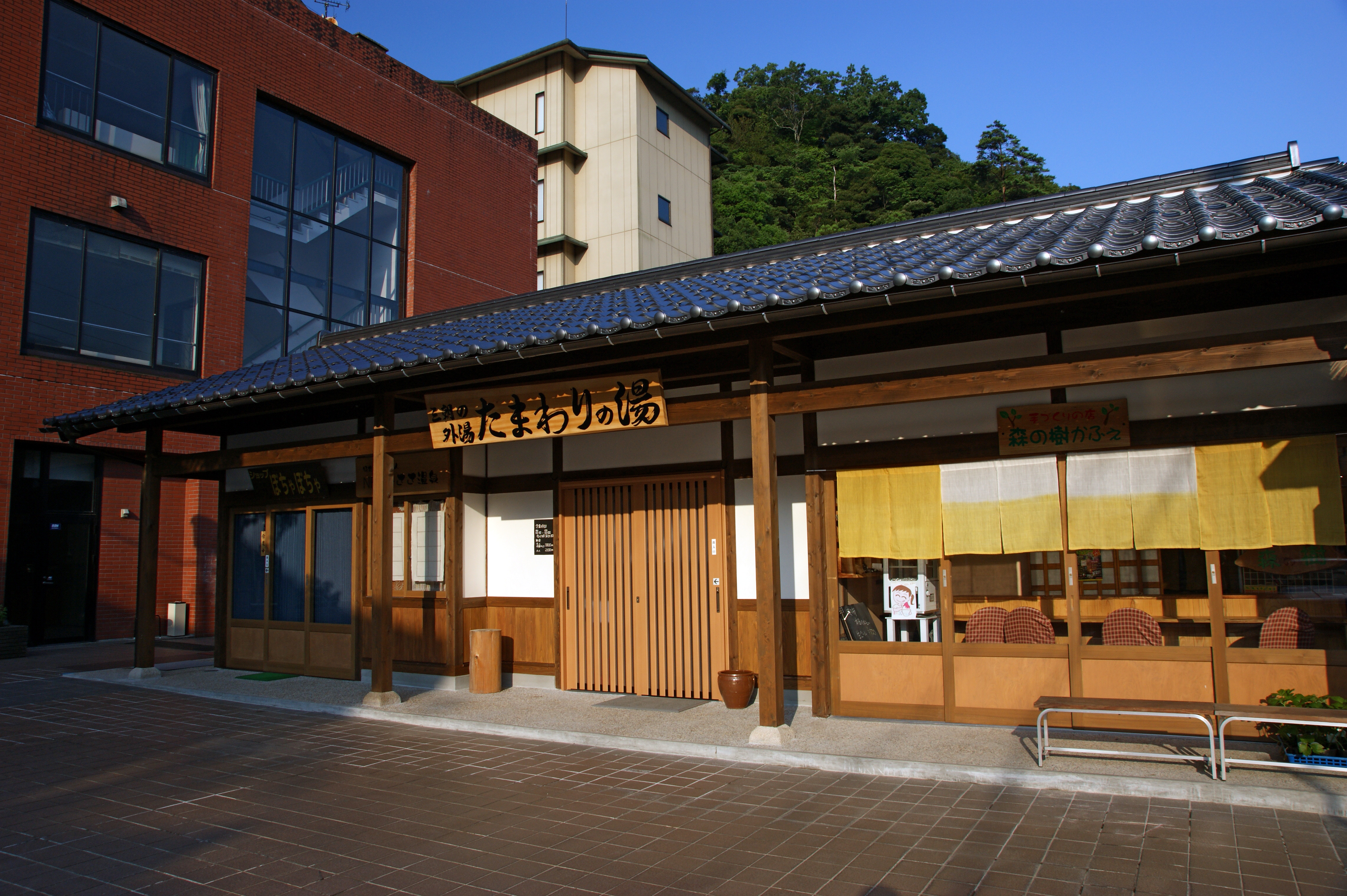
三朝温泉 たまわりの湯 （2023年3月閉館）
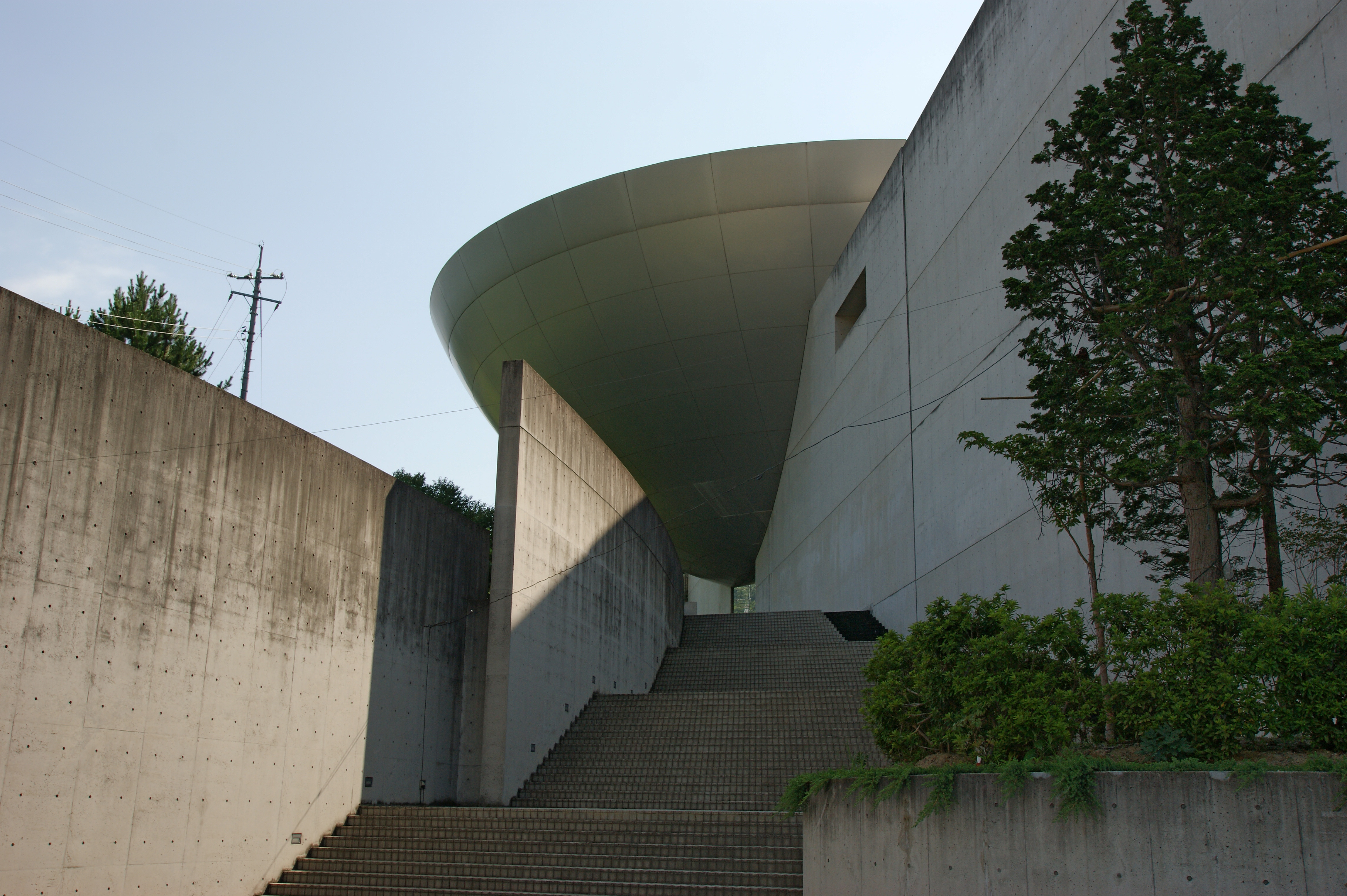
玉造温泉 ゆ～ゆ
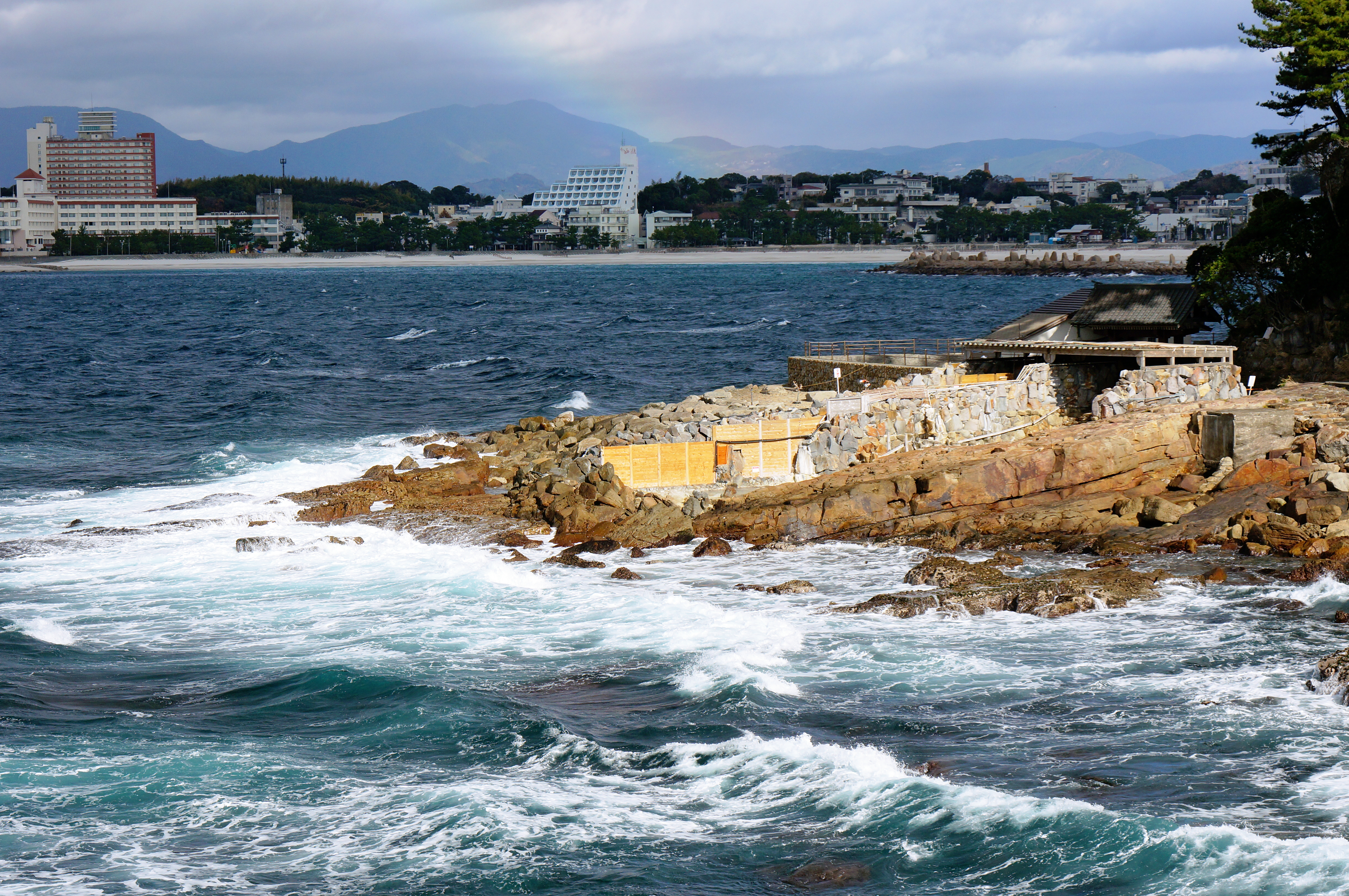
南紀白浜温泉「崎の湯」
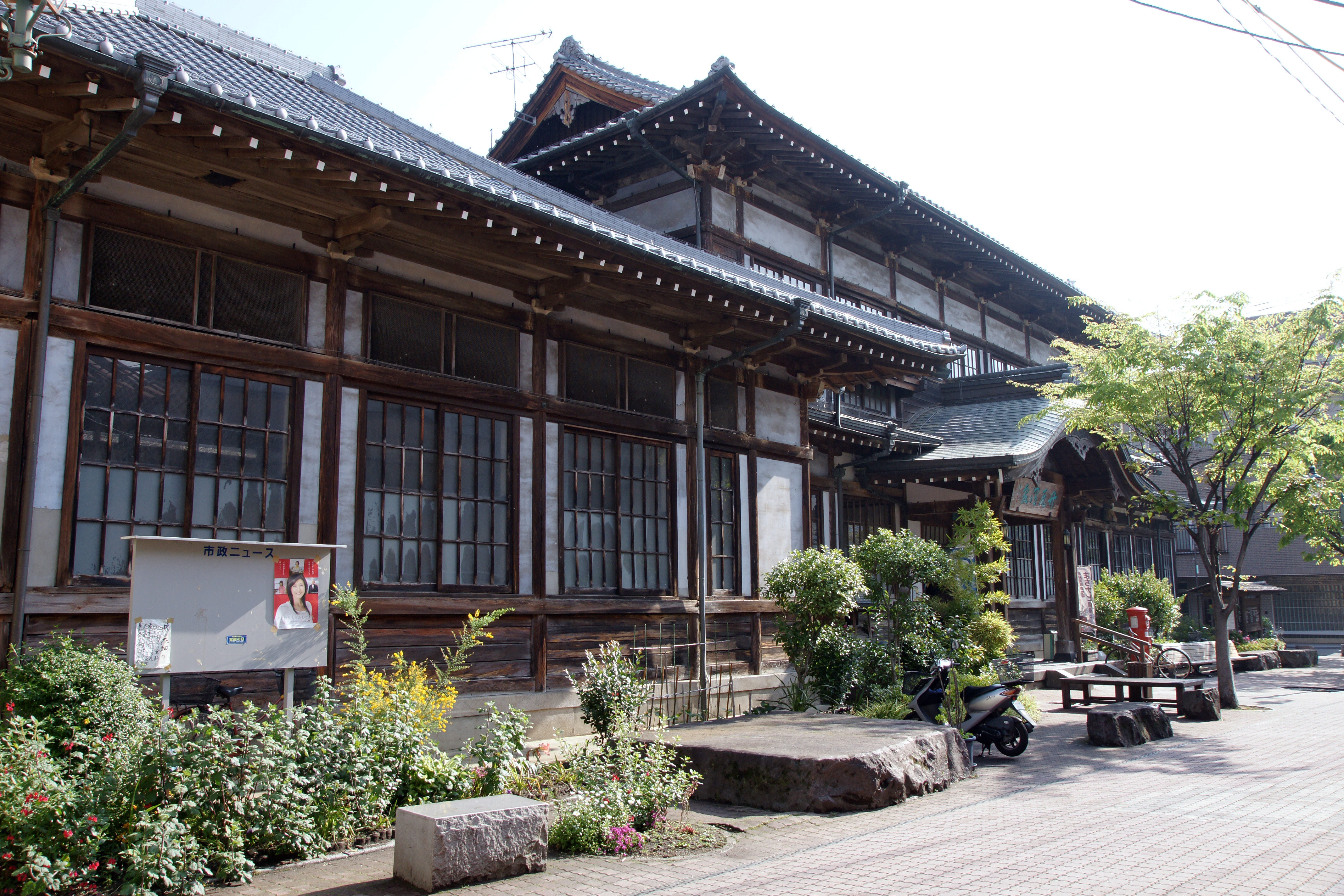
別府温泉 竹瓦温泉
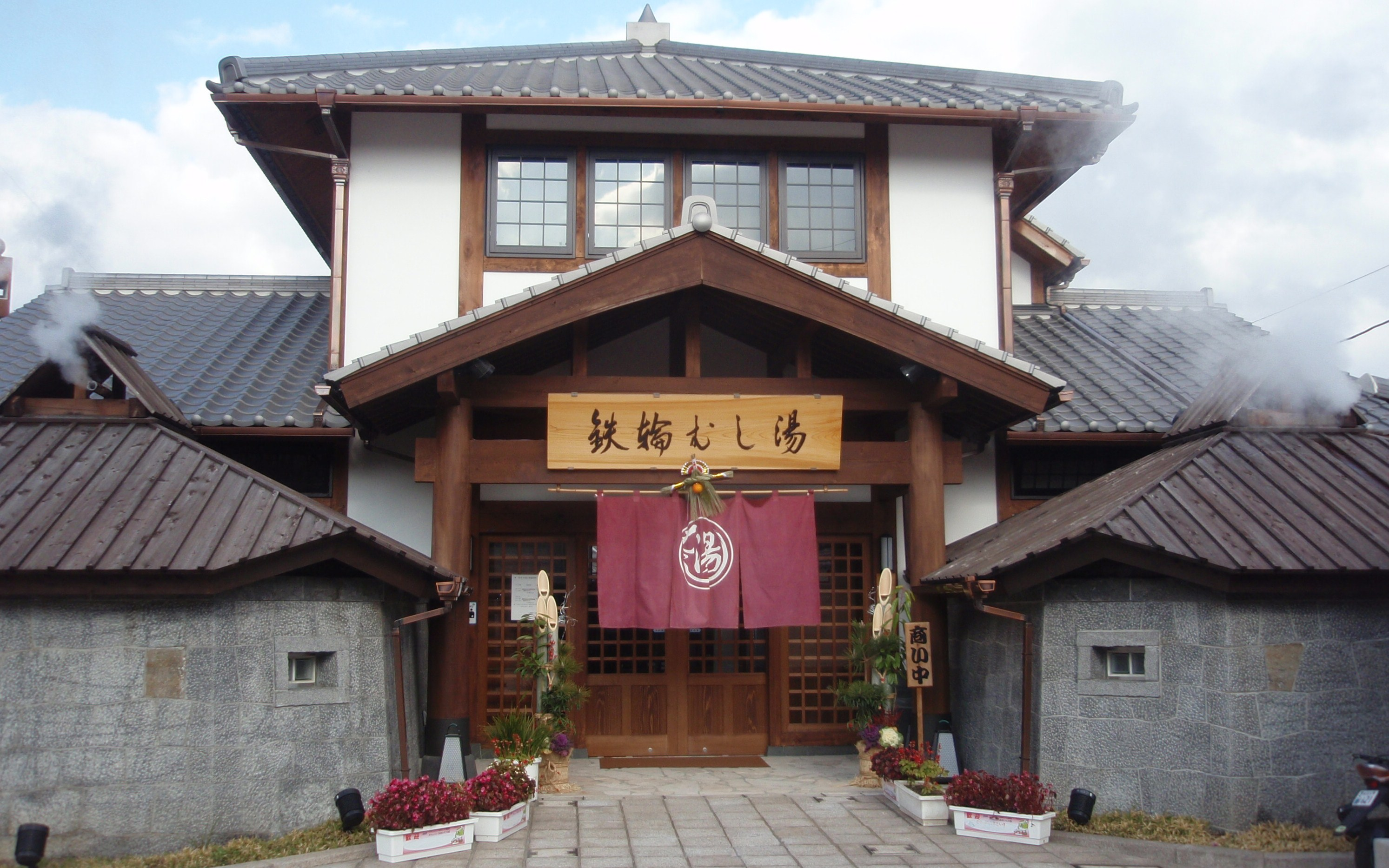
鉄輪温泉 鉄輪むし湯